# Karora (Fluss)
Der Karora (arabisch كارورا, auch: Carora, Karura, Kerora, Khawr Karora, Khor Karora) ist ein Wadi in der eritreischen Region (Zoba) Semienawi Kayih Bahri. Er fließt an der eritreischen Ortschaft Karura sowie an einer gleichnamigen, vier Kilometer entfernten, sudanesischen Ortschaft vorbei.

## Verlauf
Der Fluss entspringt in den Bergen Norderitreas, verläuft nach Norden bis in den Sudan und weiter nach Osten zum Roten Meer. Eine Mündung befindet sich in der Bucht Berisse und ein alternativer Verlauf mündet etwas weiter südlich (⊙). Die Umgebung ist weitgehend Wüste. Die Hauptstadt Asmara ist 280 km entfernt.